# Westwoodilla caecula
Westwoodilla caecula är en kräftdjursart som först beskrevs av Charles Spence Bate 1857.  Westwoodilla caecula ingår i släktet Westwoodilla och familjen Oedicerotidae. Arten är reproducerande i Sverige. Inga underarter finns listade i Catalogue of Life.